# Querquetulanae
Nell'antica religione romana, le Querquetulanae o Querquetulanae virae erano ninfe del bosco di querce (querquetum) in una fase di produzione della crescita verde. Il loro bosco sacro (lucus) si trovava all'interno della Porta Querquetulana, un cancello delle mura serviane. Secondo Festo, si credeva che a Roma esistesse un tempo un bosco di querce all'interno della Porta Querquetulana sul cui verde presiedevano le virae Querquetulanae.